# FA Cup 1949-1950
La FA Cup 1949-1950 è stata la sessantanovesima edizione della competizione calcistica più antica del mondo. È stata vinta dall'Arsenal contro il Liverpool.

## Finale
| Londra 29 aprile 1950                            | Arsenal   | 2 – 0 | Liverpool | Wembley Stadium (100.000 spett.) |
| \| \| \| \| \| Lewis 18’, 63’ \| Marcatori \| \| |           |       |           |                                  |
|                                                  |           |       |           |                                  |
| Lewis 18’, 63’                                   | Marcatori |       |           |                                  |